# Secondelijm

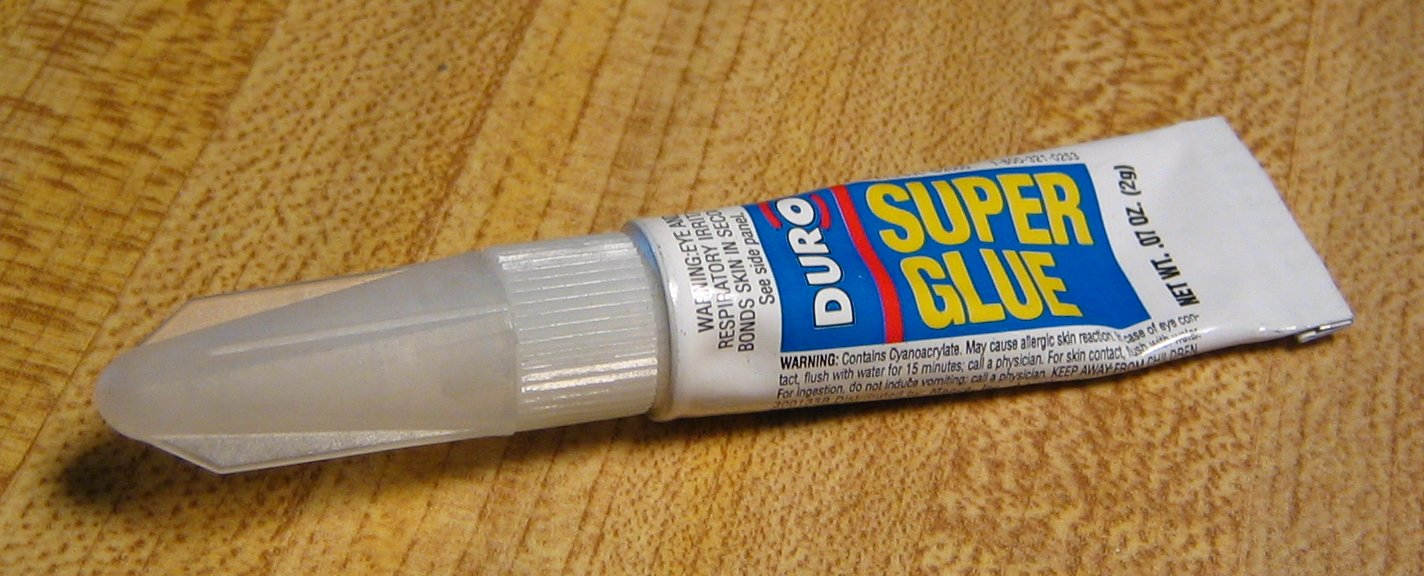
Een tube secondelijm

Secondelijm (cyanoacrylaatlijm) is een kleurloze lijm, op basis van cyanoacrylaat, die in enkele seconden een lijmverbinding kan maken.
Meestal is de lijm dunvloeibaar, maar er bestaan ook dikkere en halfvloeibare tot gelei-achtig dikke varianten.
De lijmverbinding komt tot stand doordat vocht op het substraat (contactoppervlak) het polymerisatieproces op gang brengt. Door deze polymerisatie ontstaat een groot molecuul, polycyanoacrylaat, dat een vaste stof is.
Omdat op de huid vocht aanwezig is, zal dit bij contact met de lijmvloeistof eveneens reageren. Het wordt daarom aangeraden om huidcontact te vermijden. Het beste is daarom om handschoenen te dragen bij het gebruik van de lijm of een lijmpistool te gebruiken.
De lijm wordt meestal toegepast op gladde oppervlakken. Bij poreuze materialen is er onvoldoende contactoppervlak en wordt de lijm geabsorbeerd door het materiaal.
Omdat de lijm transparant uithardt, kan deze ook gebruikt worden voor het opvullen van kleine kiertjes of gaatjes in bijvoorbeeld hout. In sommige gevallen wordt een dunne laag secondelijm aangebracht op een klein houten voorwerp om dit te laten glanzen en te beschermen. Bij het maken van luxueuze houten bal- en vulpennen is dit een veelvoorkomende afwerkmethode.
Secondelijm wordt aan consumenten vaak in kleine tubetjes van circa 2 milliliter geleverd. Voor grootverbruikers, bijvoorbeeld een schoenmakerij, zijn ook flacons van 20 en 50 ml leverbaar. In de schoenmakerij wordt secondelijm 'atoomlijm' genoemd.

## Verwijderen
De lijm kan na het hard worden mechanisch verwijderd worden, met een mes. Ook is het mogelijk om de stof op te lossen in aceton of in olie, zoals zonnebloemolie, kokosolie of olijfolie. Cola is ook erg geschikt om secondelijm op te lossen.

## Toepassingsgebieden
- Constructielijm
- Vervanger van hechtingen
- Borgen van schroefdraad
- Modelbouw
- Het afwerken van kleine houten werkstukken, of het opvullen van kleine kiertjes of gaatjes hierin